# Mizrahí
Mizrahí (hebreu: המזרחי) (transliterat: ha-Mizrahí) acrònim de Merkaz Ruhaní (en hebreu: מרכז רוחני) (en català: centre religiós) fou un partit polític d'Israel, anterior a la formació del Partit Nacional Religiós.
El Moviment Mizrahí va ser fundat el 1902 a Vílnius com a organització sionista religiosa. També tenia un sindicat, ha-Poel ha-Mizrahí, fundat en 1921. Durant el Mandat Britànic de Palestina, el moviment es va desenvolupar en un partit polític, ha-Mizrahí.
Per a les eleccions legislatives d'Israel de 1949 es va presentar com a part d'una llista conjunta anomenada Front Unit Religiós al costat de la ha-Poel ha-Mizrahí, Agudat Israel i Agudat Israel dels Treballadors. El grup va obtenir 16 escons, dels quals el Partit Mizrahí en va prendre dos, el tercer lloc en la Kenésset, després de Mapai i Mapam. Va ser convidat a unir-se a la coalició de govern de David Ben-Gurion.
El Front Unit Religiós tingué un important paper en la caiguda del primer govern a causa del seu desacord amb Mapai sobre qüestions relatives a l'educació en els nous campaments de refugiats i el sistema d'educació religiosa, així com la seva exigència de tancar el Ministeri de Racionament i Abastament i que un empresari fos designat com a Ministre de Comerç i Indústria. Ben-Gurion va dimitir el 15 d'octubre de 1950. Quan es resolgueren els problemes dues setmanes més tard, es va formar el segon govern amb els mateixos socis de la Coalició i els ministres de l'anterior.
A les eleccions de 1951 el partit es va presentar en solitari. Va obtenir dos escons. Es van unir al tercer govern de coalició, i els seus dos diputats foren nomenats ministres; David-Zvi Pinkas va esdevenir Ministre de Transport i Mordechai Nurock va esdevenir ministre de serveis postals. Tanmateix, quan es va ensorrar el tercer govern, tant Pinkas i Nurock van perdre els seus càrrecs ministerials, encara que el partit es va mantenir en les coalicions dels governs quart, cinquè i sisè.
Per a les eleccions de 1955 el partit es va unir al seu bessó ideològic, ha-Poel ha-Mizrahí, per a formar el Front Nacional Religiós. El nou partit va obtenir 11 escons, el quart més votat, i novament foren socis del govern de coalició en el Tercer Kenésset. En 1956, la unió dels dos partits esdevingué permanent, i canvià el nom al del Partit Nacional Religiós, que encara continua sent una força influent en la política israeliana.

## Resultats electorals
| Any  | Líder              | Vots                                | %                                   | Escons  | +/– | Govern   |
| ---- | ------------------ | ----------------------------------- | ----------------------------------- | ------- | --- | -------- |
| 1920 | Yehuda Leib Maimon |                                     |                                     | 9 / 314 | Nou | N/A      |
| 1925 | Yehuda Leib Maimon |                                     |                                     | 7 / 221 | 1   | N/A      |
| 1931 | Yehuda Leib Maimon | Coalició Mizrahí-Ha-Poel ha-Mizrahí | Coalició Mizrahí-Ha-Poel ha-Mizrahí | 5 / 71  | 2   | N/A      |
| 1944 | Yehuda Leib Maimon | 6,513                               | 3.28                                | 7 / 173 | 2   | N/A      |
| 1949 | Yehuda Leib Maimon | Dins el Partit Nacional Religiós    | Dins el Partit Nacional Religiós    | 4 / 120 | 3   | Coalició |
| 1951 | David-Zvi Pinkas   | 10,383                              | 1.51                                | 2 / 120 | 2   | Coalició |
| 1955 | Mordechai Nurock   | Dins el Partit Nacional Religiós    | Dins el Partit Nacional Religiós    | 2 / 120 | =   | Coalició |

## Membres al Knesset
| Knesset (MKs)    | Membres                                                                     |
| ---------------- | --------------------------------------------------------------------------- |
| 1r (1949–51) (4) | Yehuda Leib Maimon, Mordechai Nurock, David-Zvi Pinkas, Avraham-Haim Shag   |
| 2n (1951–55) (2) | Mordechai Nurock, David-Zvi Pinkas (substituït per Shlomo-Yisrael Ben-Meir) |
| 3r (1955–56) (2) | Mordechai Nurock, Shlomo-Yisrael Ben-Meir                                   |